# Leonid Barbijer
Leonid Fajwelewytsch Barbijer (ukrainisch Леонід Файвелевич Барбієр; * 9. April 1937 in Kiew; † 15. Januar 2023) war ein sowjetischer Schwimmer.

## Leben
Leonid Barbijer gewann bei den Europameisterschaften 1958 Silber über 100 m Rücken und wurde Europameister mit der 4 × 100-m-Lagenstaffel. Bei den Olympischen Sommerspielen 1960 wurde Barbijer Fünfter im Wettkampf über 100 m Rücken sowie mit der sowjetischen Staffel über 4 × 100 m Lagen. 1962 wurde Barbijer Europameister über 200 m Rücken. Darüber hinaus stellte er mehrere europäische Rekorde auf.